# São Roque, São Paulo
São Roque este un oraș în São Paulo (SP), Brazilia.